# Euscoturopsis elongata
Euscoturopsis elongata är en fjärilsart som beskrevs av Erich Martin Hering 1925. Euscoturopsis elongata ingår i släktet Euscoturopsis och familjen tandspinnare. Inga underarter finns listade i Catalogue of Life.